# Through the Fire (bài hát)
"Through the Fire" là ca khúc của ca sĩ/nhạc sĩ Chaka Khan nằm trong album phòng thu thứ 6 của bà, I Feel for You (1984). Được sản xuất bởi David Foster, đây là đĩa đơn thứ ba được ra mắt nằm trong album. Ca khúc đạt vị trí thứ 60 trên bảng xếp hạng US Billboard Hot 100, và đứng thứ 15 trên bảng xếp hạng Hot R&B/Hip-Hop Songs. Đây là một trong số ít bài hát của Khan lọt vào bảng xếp hạng Adult Contemporary.
Foster tiết lộ trong concert của mình vào năm 2011, The Hit Man Returns, rằng đây là giai điệu duy nhất mà ông viết chỉ dành cho một người duy nhất, đó chính là Chaka Khan. Thậm chí, tên bài hát ban đầu còn được đặt là "Chaka" bởi ông hoàn toàn tự tin rằng bà sẽ là người trình bày ca khúc này.

## Di sản
Ca khúc đã được cover lại bởi Peabo Bryson trong album cùng tên của ông ra mắt vào năm 1994, Through the Fire.
Rapper người Mỹ Kanye West đã sử dụng lại một phần đoạn nhạc của Through the Fire cho ca khúc "Through the Wire" nằm trong album đầu tay của nam rapper, The College Dropout.
Năm 2010, ca sĩ người Mỹ gốc Nhật Ai đã cover lại ca khúc "Through the Fire" trong album phòng thu của cô, The Last Ai, đồng thời có sự góp mặt của Chaka Khan. Cùng một ca khúc khác (cũng hợp tác với Khan) có tên "One More Try", bộ đôi này đã nhận được đề cử và giành giải International Collaboration Artists of the Year (Nghệ sĩ hợp tác quốc tế của năm) tại lễ trao giải Billboard Japan Music Awards năm 2010 cho cả hai ca khúc.
Nghệ sĩ nhạc phúc âm (gospel) Donald Lawrence đã cho ra mắt một bản cover của bài hát do Tobbi White-Darks và Tommi White thể hiện, nằm trong album của Donald, YRM (Your Righteous Mind) ra mắt vào năm 2011.

## Video âm nhạc
Video ca nhạc của Through the Fire được quay tại nhà ga Union Station nằm ở thành phố Los Angeles, trong đó Khan vừa hát vừa đi bộ ngang qua những cặp đôi đang yêu nhau.

## Xếp hạng
| Bảng xếp hạng (1985)              | Vị trí cao nhất |
| --------------------------------- | --------------- |
| United Kingdom (UK Singles Chart) | 77              |
| US Billboard Hot 100              | 60              |
| US Billboard Adult Contemporary   | 16              |
| US Billboard Hot Black Singles    | 15              |